# Olari (Espoo)
Olari (en suédois : Olars) est un quartier du sud de la ville d'Espoo en Finlande.

## Description
Olari est situé au nord de la Länsiväylä à 15 kilomètres à l'ouest du centre d'Helsinki. Olari est limitée au nord par  Parc central d'Espoo, à l'est par le Kehä II, au sud par la Länsiväylä et à l'ouest par Nöykkiö.
En 2016, Olari compte 15680 habitants.

## Galerie

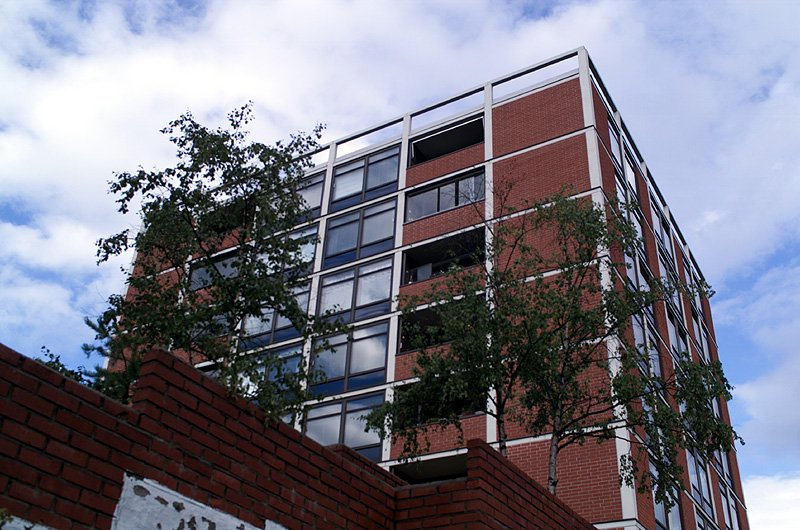
Immeuble résidentiel à Olari.
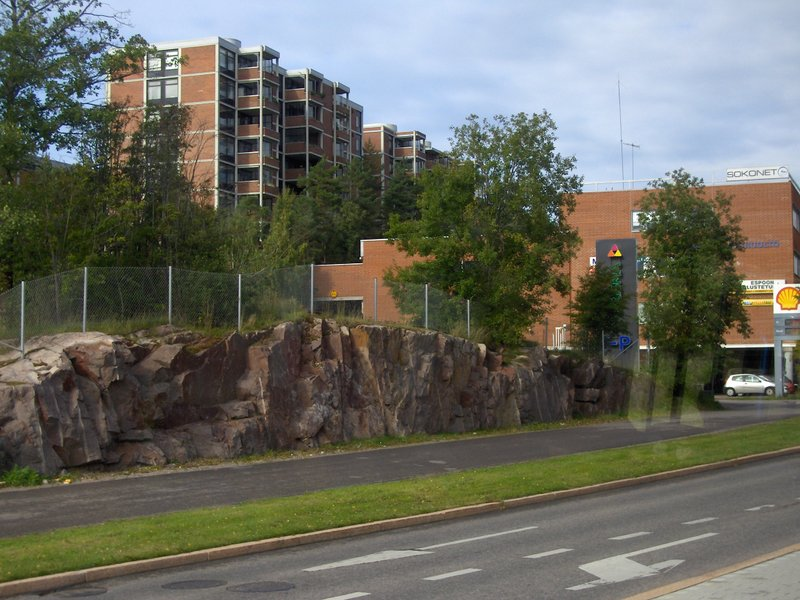
Immeubles à Olari.